# Aiace (fumetto)
Aiace è un personaggio immaginario ideato da Giorgio Rebuffi e protagonista di una serie di storie a fumetti di genere umoristico. Il fantasma Aiace è uno tra i fumetti umoristici più apprezzati, i disegni e le battute sono molto ridicole e Aiace stesso darà anche l'ispirazione per il disegno e la creazione del Fantasma Eugenio e i suoi nipoti Zip e Zap.

## Trama
Il personaggio, affetto da insonnia, è un fantasma in cerca di tranquillità, ma viene spesso disturbato da Tom Porcello e da suo cugino Torquato Porcello. In una seconda serie di storie è alla corte di Ermenegildo, un misantropo proprietario terriero che lo sfrutterà impiegandolo in pesanti attività agricole. Le storie del personaggio sono di tipo umoristico: infatti il fantasma è un tipo tranquillo, che desidera sempre dormire, oppure stare in silenzio. La sua quiete viene sempre disturbata da altri noti personaggi: il suo arcinemico/amico Tom Porcello, Torquato, oppure il cane Giotto. Il carattere di Aiace è anch'esso calmo, però quando viene disturbato si infuria e a volte perde anche la pazienza. Nonostante tutto in molti episodi Aiace ottiene quello che vuole, infatti riesce a dormire tranquillamente. Altre volte invece è il contrario, il fantasma subisce scherzi e non riesce nemmeno a dormire.

## Storia editoriale
Il personaggio venne creato negli anni cinquanta e fu protagonista di una serie si storie pubblicate in appendice ad alcune testate edite dall'Edizioni Bianconi come Trottolino e Soldino. Una selezione di storie del personaggio realizzate da Rebuffi è nel volume Il fantasma Aiace e altre storie, edito in Italia da Annexia nel 2013.